# Сакиджанг-Пелепах
Сакиджанг-Пелепах (малайск. Pulau Sakijang Pelepah) — необитаемый остров в Сингапурском проливе. Также известен как остров Лазаря. Расположен между островами Тембакул и Сакиджанг-Бендера. С последним связан мостом.
Название острова в переводе с малайского означает «Остров оленя мунтжаки и пальм», однако мунтжаки на острове не водятся.
Остров известен среди туристов как место активного отдыха. На острове созданы благоприятные условия для виндсёрфинга и занятий парусным спортом.